# کاکایی بلچر
کاکایی بلچر (نام علمی: Larus belcheri) نام یک گونه از سرده کاکایی است.